# Jackie Cruz (Fußballspielerin)
Jacqueline Marie Cruz (* 2. Dezember 1986 in San Mateo, Kalifornien) ist eine ehemalige US-amerikanisch-puerto-ricanische Fußballspielerin.

## Karriere

### Als Spielerin

#### Im Verein
Cruz startete ihre Karriere im Jahre 2000 mit den WASA California Northstars in der NorCal Premier Soccer League. Sie spielte ab Herbst 2000 auch für das Women Soccer Team der Notre Dame High School Belmont. Im Sommer 2004 schrieb sich Cruz an der San José State University ein und spielte für das Spartans Soccer Team. In der Saison 2006 fiel sie durch gute Leistungen auf und wurde als Defensive Player of the Year 2007 gekürt.
Im September 2007 ging sie für die Fortsetzung des Studiums an die California State University, East Bay, wo sie Teil des Pioneers Women Soccer Team wurde. In den Semesterferien spielte sie ab Sommer 2007 für die San Francisco Nighthawks in der Women’s Premier Soccer League. Nach ihrem Universitätsabschluss 2009 wechselte sie für die WPSL-Saison 2010 zu California Storm. Am 2. Februar 2011 verkündete sie ihren Wechsel zum deutschen Frauen-Zweitligisten BV Cloppenburg.
Am 19. Juli 2012 wechselte die puerto-ricanische Fußballnationalspielerin zum Magdeburger FFC. Im Juni 2013 kehrte sie von Magdeburg in die USA zurück, wo sie ab August 2013 an der Arizona State University studieren wird. Anfang November 2013, mit dem Beginn der Semesterferien, kehrte sie vorübergehend nach Magdeburg zurück und gab am 10. November 2013 ihr Comeback für den Magdeburger FFC gegen die Reserve des VfL Wolfsburg. Nachdem sie in ihrer zweiten Spielzeit für Magdeburg verletzungsbedingt nur 15 Spiele gespielt hatte, verließ sie den Verein. Mitte August 2014 kehrte sie abermals zum Magdeburger FFC zurück und spielte ihr Comeback am 24. August 2014 im DFB-Pokal gegen den GSV Moers. Am 4. August 2015 verkündete sie ihren Wechsel zum FF USV Jena, wo sie einen Einjahresvertrag unterschrieb. Nach dem Auslaufen ihres Vertrages im Juni 2016 verließ Cruz den USV Jena.

#### Nationalmannschaft
Cruz spielte seit 2010 in 12 Länderspielen, für die Puerto-ricanische Fußballnationalmannschaft der Frauen.

### Als Trainerin
Von 2000 bis 2008 arbeitete Cruz neben ihrem Studium und ihrer aktiven Fußballkarriere als Jugendtrainerin der WASA Soccer Academy. Im Herbst 2008 wurde sie neue Trainerin der Alameda Hornets, dem Women Soccer Team der Alameda High School in San Francisco.

## Persönliches
Cruz studierte von 2004 bis 2006 International Business an der San José State University und Master of Business Administration von 2013 bis 2015 an der Arizona State University.

## Erfolge
- 2007: Defensive Player of the Year[24]